# Șintereag-Gară, Bistrița-Năsăud
Șintereag-Gară (în maghiară Somkeréki állomás) este un sat în comuna Șintereag din județul Bistrița-Năsăud, Transilvania, România.

## Istorie
- Până în anul 1956 a făcut parte din satul Șintereag, apoi a devenit sat de sine stătător.

## Demografie

### 2002
La recensământul din 2002 populația satului Șintereag-Gară avea 129 de locuitori, dintre care: 90 români, 14 ucrainieni, 13 maghiari și 9 țigani.
Componența etnică a satului Șintereag-Gară
     Români (69,8%)
     Ucraineni (10,9%)
     Maghiari (10,1%)
     Romi (9,3%)

### 1966
La recensământul din 1966 populația satului Șintereag-Gară avea 193 de locuitori, dintre care: 98 români, 37 ucrainieni, 20 maghiari și 38 țigani.
Componența etnică a satului Șintereag-Gară
     Români (50,77%)
     Romi (19,68%)
     Ucraineni (19,17%)
     Maghiari (10,36%)